# Paxillogaster luteus
Paxillogaster luteus är en svampart som beskrevs av E. Horak 1966. Paxillogaster luteus ingår i släktet Paxillogaster och familjen Boletaceae.   Inga underarter finns listade i Catalogue of Life.